# Монбар
Монба́р (фр. Montbard) — муніципалітет у Франції, у регіоні Бургундія-Франш-Конте, департамент Кот-д'Ор. Населення — 4788 осіб (01.01.2021).
Муніципалітет розташований на відстані близько 210 км на південний схід від Парижа, 65 км на північний захід від Діжона.

## Історія
За часів давньої Галії в Монбарі проживала спільнота друїдів. У Середньовіччі Монбар — важливе місто з могутньою фортецею. У 1070 році тут народилася Але (фр. Aleth), мати Бернара Клервоського. Дядьком майбутнього Святого Бернара був граф Монбар. Згодом місто стає частим осідком Бургундських герцогів родини Валуа. У 1590 році місто осадив граф Таванн. У 1707 році тут народився відомий натураліст Жорж-Луї Леклер, граф Бюффон. У 1833 році відкрито до навігації Бургундський канал.

## Демографія
Динаміка населення (Des villages de Cassini aux communes d’aujourd’hui ):
Розподіл населення за віком та статтю (2006):
| Стать | Всього | До 15 років | 15-24 | 25-44 | 45-64 | 65-85 | Понад 85 |
| --- | ------ | ----------- | ----- | ----- | ----- | ----- | -------- |
| Чоловіки | 2668   | 410         | 351   | 641   | 721   | 500   | 45       |
| Жінки | 2931   | 373         | 269   | 672   | 822   | 717   | 78       |
| \| Статево-вікова піраміда \| Статево-вікова піраміда \| Статево-вікова піраміда \| \| ----------------------- \| ----------------------- \| ----------------------- \| \| Чоловіки \| Вік \| Жінки \| \| 45 \| 85 + \| 78 \| \| 53 \| 80-84 \| 126 \| \| 127 \| 75-79 \| 159 \| \| 180 \| 70-74 \| 271 \| \| 140 \| 65-69 \| 161 \| \| 146 \| 60-64 \| 189 \| \| 153 \| 55-59 \| 168 \| \| 205 \| 50-54 \| 230 \| \| 217 \| 45-49 \| 235 \| \| 113 \| 40-44 \| 189 \| \| 174 \| 35-39 \| 152 \| \| 206 \| 30-34 \| 156 \| \| 148 \| 25-29 \| 175 \| \| 189 \| 20-24 \| 110 \| \| 162 \| 15-20 \| 159 \| \| 132 \| 10-14 \| 141 \| \| 131 \| 5-9 \| 121 \| \| 147 \| 0-4 \| 111 \| |        |             |       |       |       |       |          |
| Статево-вікова піраміда |        |             |       |       |       |       |          |
| Чоловіки | Вік    | Жінки       |       |       |       |       |          |
| 45 | 85 +   | 78          |       |       |       |       |          |
| 53 | 80-84  | 126         |       |       |       |       |          |
| 127 | 75-79  | 159         |       |       |       |       |          |
| 180 | 70-74  | 271         |       |       |       |       |          |
| 140 | 65-69  | 161         |       |       |       |       |          |
| 146 | 60-64  | 189         |       |       |       |       |          |
| 153 | 55-59  | 168         |       |       |       |       |          |
| 205 | 50-54  | 230         |       |       |       |       |          |
| 217 | 45-49  | 235         |       |       |       |       |          |
| 113 | 40-44  | 189         |       |       |       |       |          |
| 174 | 35-39  | 152         |       |       |       |       |          |
| 206 | 30-34  | 156         |       |       |       |       |          |
| 148 | 25-29  | 175         |       |       |       |       |          |
| 189 | 20-24  | 110         |       |       |       |       |          |
| 162 | 15-20  | 159         |       |       |       |       |          |
| 132 | 10-14  | 141         |       |       |       |       |          |
| 131 | 5-9    | 121         |       |       |       |       |          |
| 147 | 0-4    | 111         |       |       |       |       |          |

## Економіка
2010 року серед 3439 осіб працездатного віку (15—64 років) 2476 були активними, 963 — неактивними (показник активності 72,0%, у 1999 році було 69,5%). З 2476 активних мешканців працювало 2096 осіб (1124 чоловіки та 972 жінки), безробітними було 380 (176 чоловіків та 204 жінки). Серед 963 неактивних 240 осіб було учнями чи студентами, 406 — пенсіонерами, 317 були неактивними з інших причин.

У 2010 році в муніципалітеті числилось 2582 оподатковані домогосподарства, у яких проживали 5323,0 особи, медіана доходів виносила 16 401 євро на одного особоспоживача

## Персоналії
- Жорж-Луї Леклерк де Бюффон — французький натураліст, математик, інженер і письменник.

## Галерея зображень

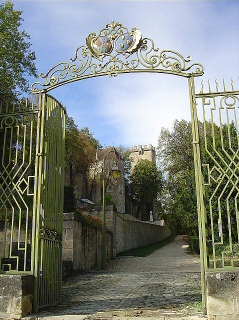
Центральний вхід до парку імені Бюффона
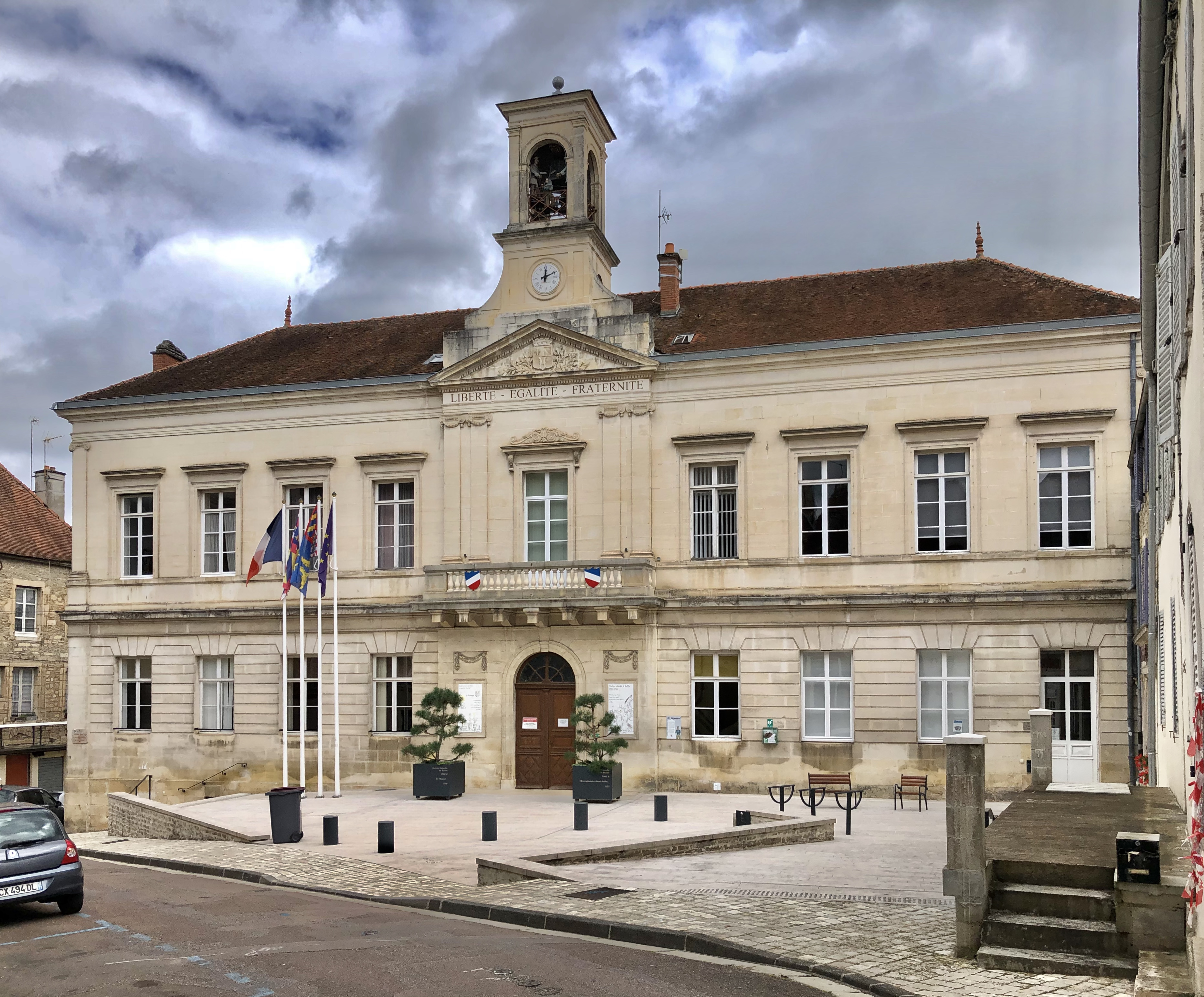
Ратуша.
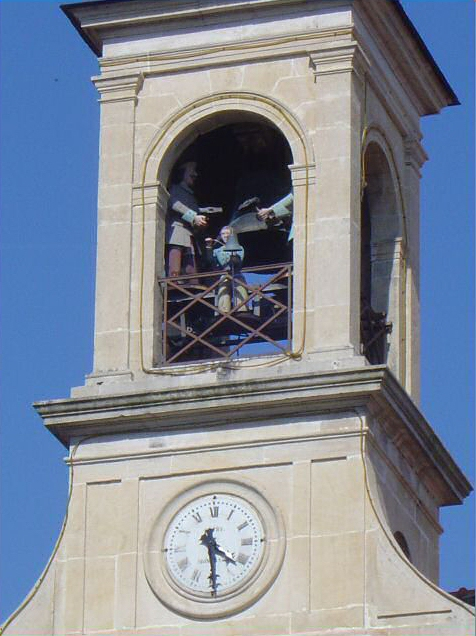
Годинник на ратуші
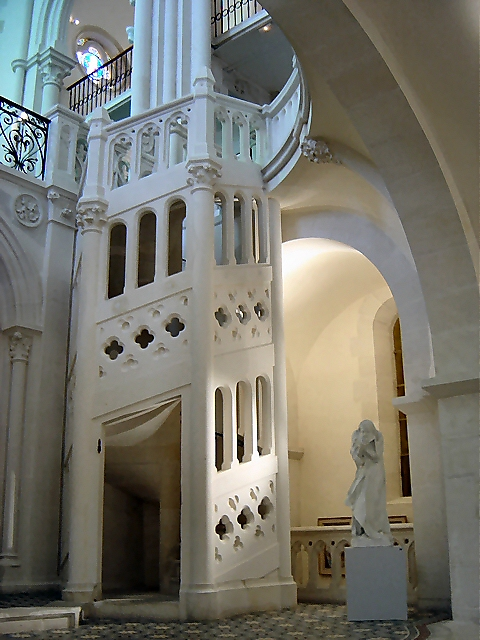
Музей у колишній капеллі Юрсюльєн
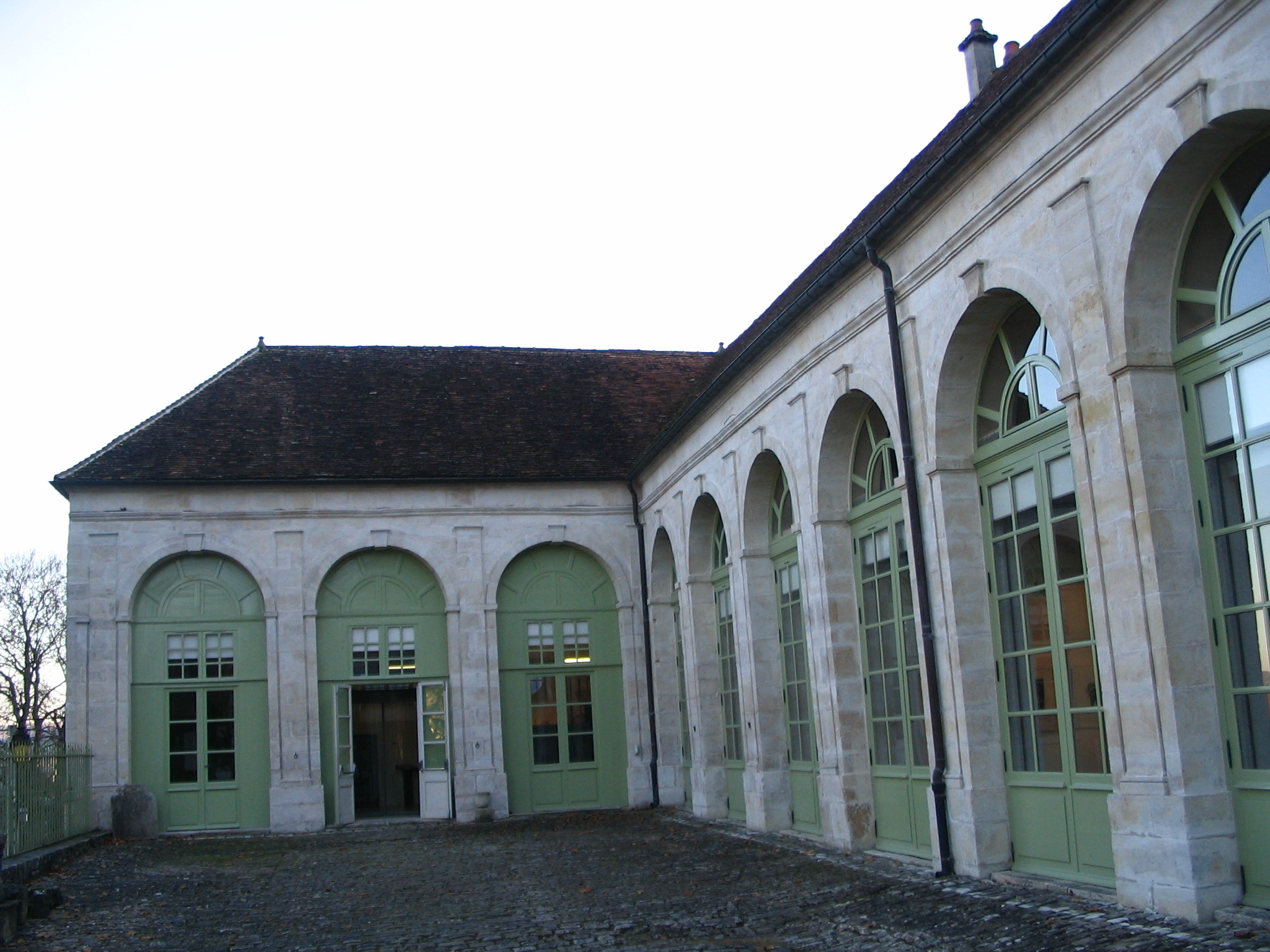
Колишня оранжерея, в якій розташований музей природознавця Бюффона.
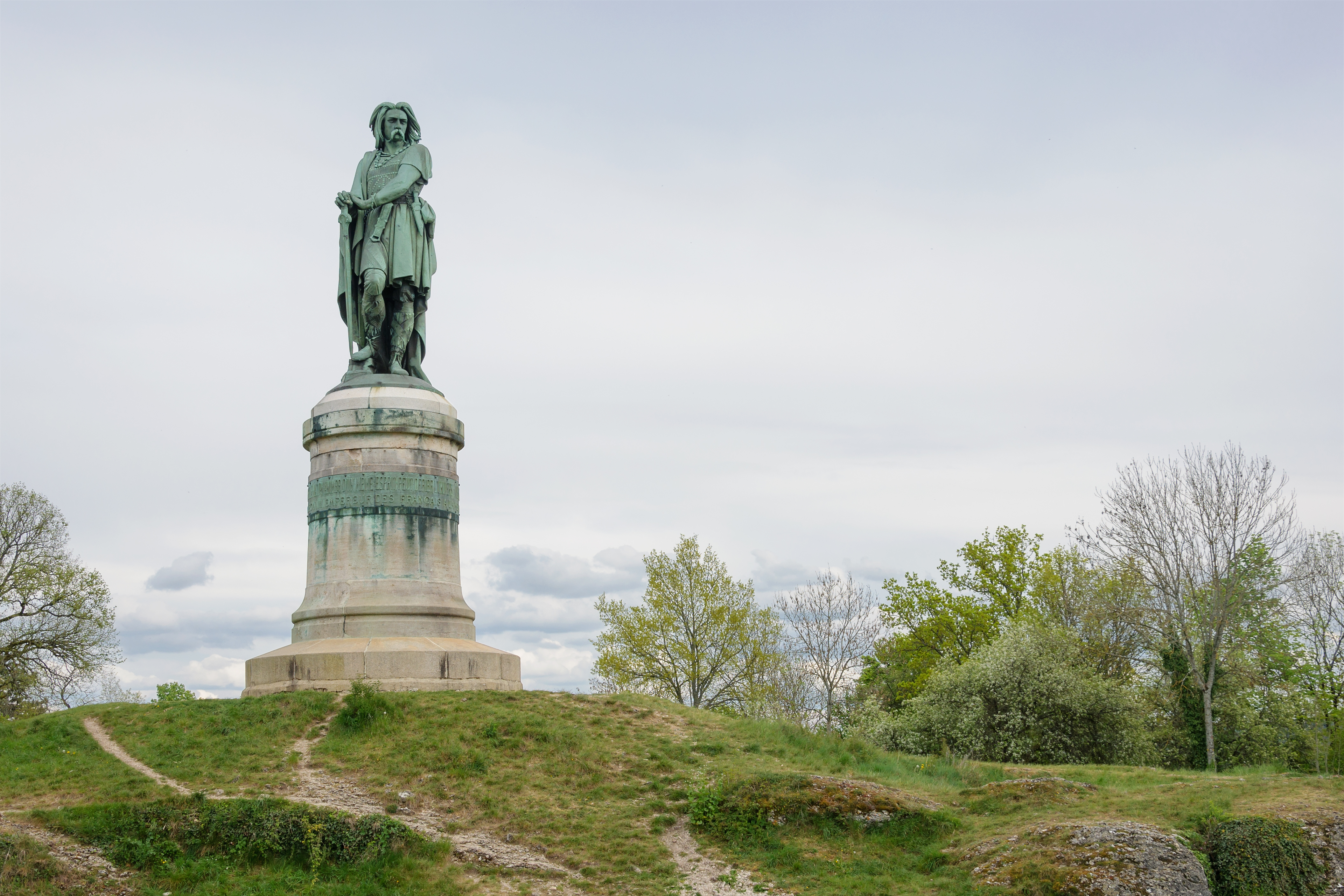
Пам'ятник Версанжеториксу.
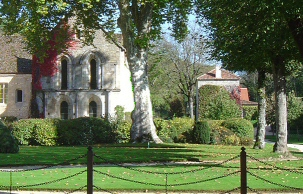
Абатство Фонтене.
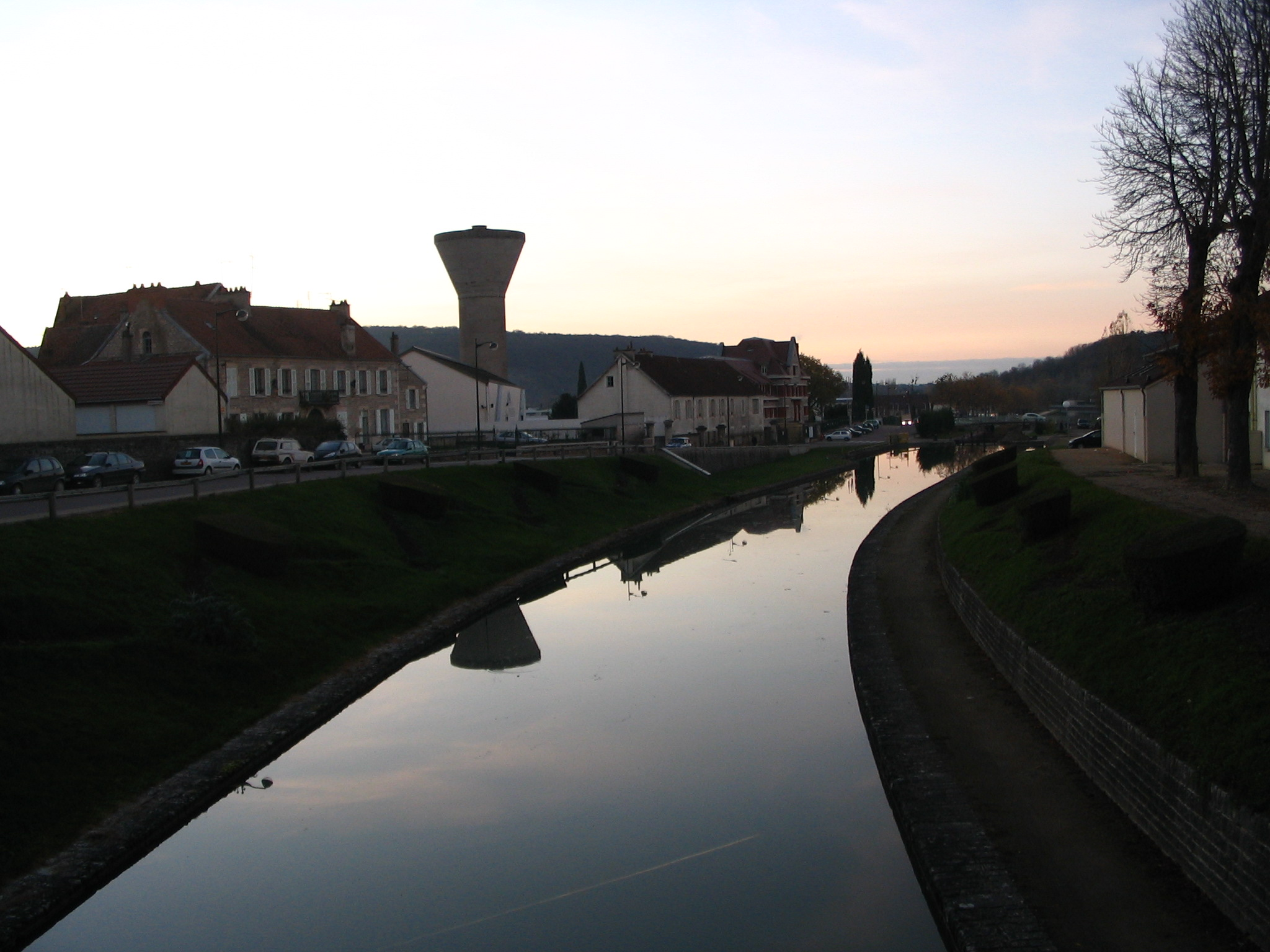
Бургундський канал побіля Момбару.
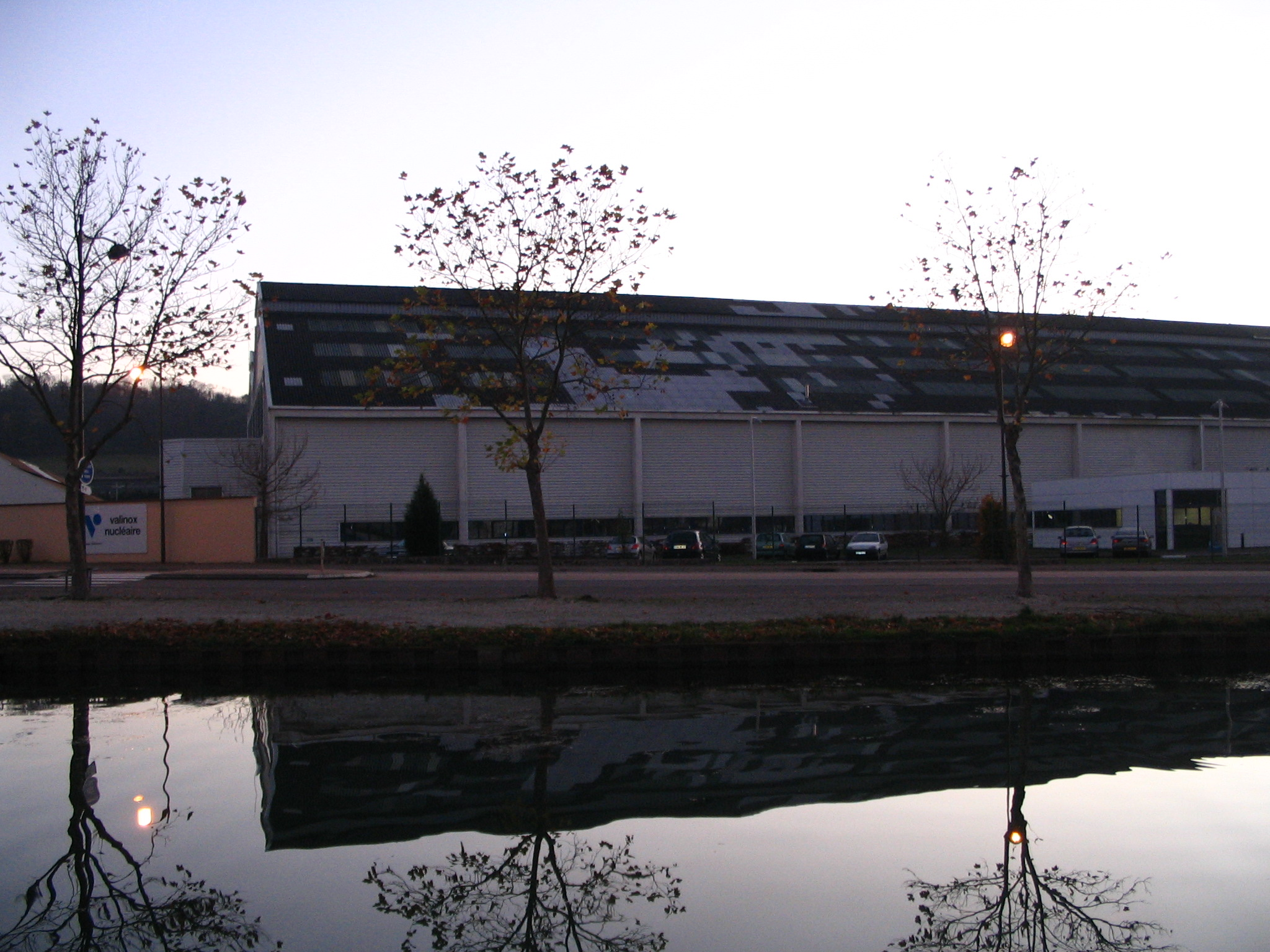
Атомна станція Валіно.